# Taylor Braun
Taylor Braun (* 6. Juli 1991 in Newberg, Oregon) ist ein US-amerikanischer Basketballspieler. Nach seiner College-Karriere wechselte Braun nach Europa zu Okapi Aalstar in Belgien. Von 2015 bis 2017 stand er bei Ratiopharm Ulm in der Basketball-Bundesliga unter Vertrag. Danach folgten diverse Stationen in anderen Vereinen.